# ブロンウェン・ヒューズ
ブロンウェン・ヒューズ（Bronwen Hughes）は、カナダの映画監督である。

## フィルモグラフィ

### 映画
- ハリエットのスパイ大作戦 Harriet the Spy (1996) 監督
- 恋は嵐のように Forces of Nature (1999) 監督
- Earth Angels (2001) テレビ映画、映画
- Stander (2003) 監督
- Cutthroat (2010) テレビ映画、監督
- Tangled (2010) テレビ映画、監督
- The Journey is the Destination (2016) 監督・脚本

### テレビシリーズ

#### 監督
| 年        | 作品名 原題                                   | エピソード                                 | 備考 |
| --------- | --------------------------------------------- | ------------------------------------------ | ---- |
| 2006-2007 | Lの世界 The L Word                            | 第3シーズン第3話「彼女たちの軋轢」         |      |
| 2006-2007 | Lの世界 The L Word                            | 第4シーズン第1話「彼女たちの未練」         |      |
| 2006-2007 | Lの世界 The L Word                            | 第4シーズン第9話「彼女たちのミュージカル」 |      |
| 2008      | ブレイキング・バッド Breaking Bad             | 第1シーズン第6話「最凶のワル」             |      |
| 2008      | バーン・ノーティス 元スパイの逆襲 Burn Notice | 第2シーズン第6話「反目の結末」             |      |
| 2009      | 救命医ハンク セレブ診療ファイル Royal Pains   | 第1シーズン第7話「愛されすぎて」           |      |
| 2009      | ホワイトカラー White Collar                   | 第1シーズン第1話「天才詐欺師は捜査官」     |      |
| 2014      | STALKER: ストーカー犯罪特捜班 Stalker         | 第1シーズン第3話「真実の追求」             |      |
| 2020      | ベター・コール・ソウル Better Call Saul       | 第5シーズン第1話                           |      |
| 2020      | ウォーキング・デッド The Walking Dead         | 第10シーズン第10話                         |      |

#### 製作
- The Dark Corner (2013) ミニシリーズ、共同製作総指揮
- Motive (2013) 計13話共同製作総指揮